# المرأة الجافة (مسلسل)
المرأة الجافة (بالإسبانية: Mujer de Madera)‏٬ (بالإنجليزية: Woman of Wood)‏٬ هو مسلسل مكسيكي من إنتاج شركة تيليفيزا لعام 2004. ويعتبر من أهم المسلسلات التي عرضت في العالم العربي حيث حقق نسبة مشاهدة عالية عربيا٬ حيث عالج العديد من القضايا أبرزها المخدرات والانتخابات والأعمال الغير الشرعية٬ وهو من بطولة الممثلة المكسيكية إديث غونزاليس ولكن تم تغيير دور البطولة للممثلة آنا باتريسيو روخو.

## القصة
بطلة القصة ماريسا سانتيبانيز صاحبة مزرعة «لاس كوسبيديس» فقدت والديها وأختها الصغيرة في طفولتها في حادثة سير. وفي شبابها تقع ضحية لخيانة خطيبها «سيزار» الذي تحبه؛ ففي يوم زفافها من حبيبها «سيزار» تظهر في الكنيسة امرأة تدعي حملها منه، وفي تلك اللحظة ستنهار «ماريسا» مرة ثانية، وستصبح حياتها باردة وجافة.
وإلى جانب ذلك، على «ماريسا» أن تواجه خبث ودهاء «إفرين»، الرجل الذي يسهر على نشاط المزرعة والذي يطمح كذلك إلى الزواج بالمرأة والاستحواذ على جميع أملاكها.

## الابطــال
- Edith Gonzalez بدور Marisa Santibaٌez #1
- Ana Patricia Rojo بدور Marisa Santibaٌez #2
- Gabriel Soto بدور Carlos Gomez
- أداماري لوبيز.بدور Lucrecia Santibaٌez
- Ludwika Paleta بدور Aida Santibaٌez
- Erika Garcia بدور Andrea
- Julio Aleman . بدور Don Aaron
- Jaime Camil* بدور Cesar Linares
- Carlos Camara Jr. بدور Efrain
- Maya Mishalska بدور Piedad Villalpando
- Maria Sorte بدور. Celia Gomez
- Lorena Tassinari بدور Rocio
- Jose Luis Cordero بدور Felipe
- Carlos Bracho بدور Ramiro
- Claudio Baez بدور. Benjamin
- Lupita Lara بدور Lucia
- Jorge Consejo بدور Flavio

## روابط خارجية
- المرأة الجافة على موقع IMDb (الإنجليزية)
- المرأة الجافة على موقع كينوبويسك (الروسية)
- المرأة الجافة على موقع قاعدة بيانات الفيلم (الإنجليزية)